# Hoge vuurtoren van Heist
De Hoge vuurtoren van Heist is een Belgische vuurtoren waarvan het licht gedoofd is. De stad Brugge zocht na het verzanden van het Zwin als waterweg een andere uitweg naar zee, en vond dat aan het begin van de 20e eeuw met de zeehaven Zeebrugge. De vaargeul naar deze haven werd Pas van ’t Zand genoemd en werd uitgediept. Om deze vaarweg te bebakenen lieten twee ingenieurs-aannemers twee vuurtorens bouwen.
Een van deze twee vuurtorens was de Hoge vuurtoren van Heist die gebouwd werd tussen 1905 en 1907. Samen met de lage vuurtoren van Heist vormde deze een lichtlijn voor schepen die de haven van Zeebrugge wilden binnenvaren. Ze was een van de allereerste volledig betonnen constructies in België en was verfraaid met Jugendstilelementen en baksteenmotieven. In de toren brandde er een bestendig wit licht dat tot elf mijl uit de kust zichtbaar was. De lichtlijn was zichtbaar voor schepen die de goede koers van 136 graden hadden, zodat het licht van het laag geleidelicht en het hoog geleidelicht zich op één lijn bevonden. Door de uitbreiding van de haven van Zeebrugge verloor de vuurtoren zijn functie en werd het licht in 1983 gedoofd.
In 1998 werden er plannen gemaakt om de beide vuurtorens te restaureren en dit werk was in 2004 gereed. In april 2005 werd de gerestaureerde Hoge vuurtoren van Heist officieel ingehuldigd.
In de loop van 2011 werd de vuurtoren voorzien van sfeerverlichting (LED-verlichting aan de ramen en spots onderaan het gebouw) en In het najaar van 2012 kreeg het overwoekerde pad naar de toren een grondige opknapbeurt.
De vuurtoren staat in het erkend natuurgebied de Vuurtorenweiden.

## Galerij

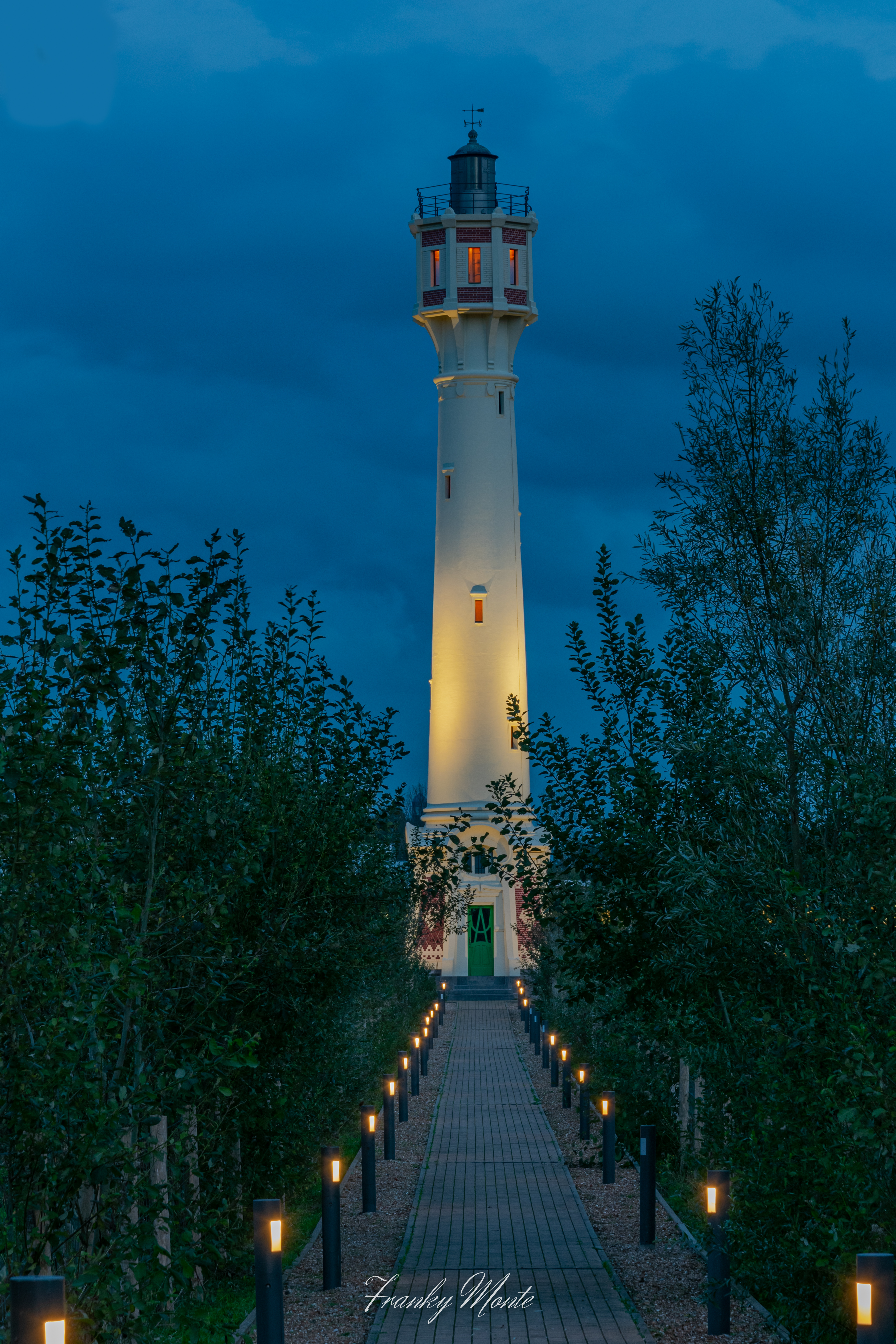
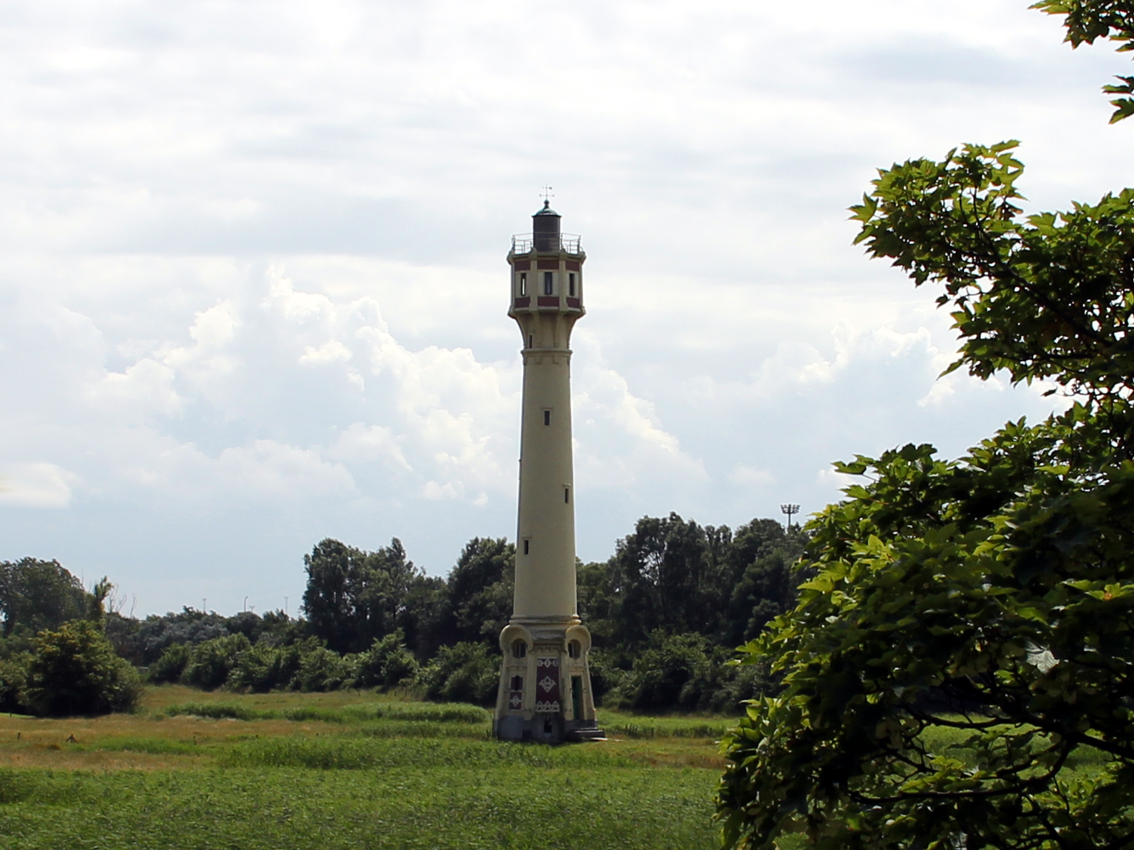
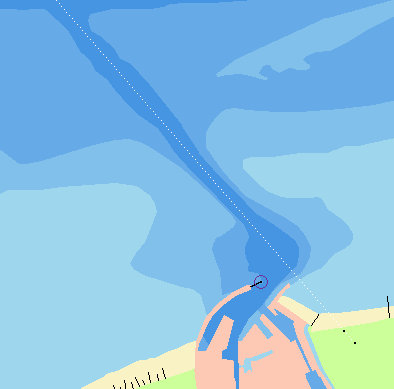
De twee vuurtorens met de lichtlijn en het zeegat. (oude situatie)